# Ma famille d'abord
Ma famille d'abord (My Wife and Kids) est une sitcom américaine en 123 épisodes de 20 minutes créée par Don Reo et Damon Wayans et diffusée entre le 28 mars 2001 et le 17 mai 2005 sur le réseau ABC aux États-Unis et sur le réseau CTV au Canada.
La série est centrée sur le personnage de Michael Richard Kyle (Damon Wayans), un mari aimant et un père moderne qui enseigne les règles de coexistence avec un style différent et unique. Il est marié à Janet Marie Johnson Kyle (Tisha Campbell-Martin) plus connue sous le nom de Jay, avec qui il a trois enfants : Michael Richard Kyle Jr., plus connu sous le nom de Junior (George O. Gore II), Claire (Jazz Raycole, à partir de la 2e saison, Jennifer Nicole Freeman) et la petite Kady (Parker McKenna Posey). Il enseigne à ses enfants des leçons de vie, toujours avec une touche d'humour.
En France, la série a été diffusée à partir du 29 septembre 2003 au 16 décembre 2005 sur M6 puis rediffusée sur W9, Téva, 6ter, le 23 août 2021 sur Gulli.

## Synopsis
Michael Kyle est un mari aimant et un père comblé d'une famille aisée afro-américaine (en) qui vit à Stamford dans le Connecticut. Mais il n'est pas toujours simple d'élever ses trois enfants : entre un fils idiot, naïf qui ne sait pas quoi faire et ne dit que des bêtises, une fille adolescente superficielle qui a tous les garçons à ses pieds et la plus jeune Kady qui profite de son statut de benjamine pour obtenir ce qu'elle veut.

## Distribution

### Acteurs principaux
- Damon Wayans (VF : Stéphane Ronchewski) : Michael Kyle
- Tisha Campbell-Martin (VF : Ninou Fratellini) : Janet Kyle
- George O. Gore II (VF : Alexandre Nguyen) : Michael, Jr. Kyle
- Jazz Raycole (saison 1)  puis Jennifer Nicole Freeman (à partir de la saison 2) (VF : Adeline Chetail) : Claire Kyle
- Parker McKenna Posey (VF : Calypso Asline (jusqu'à 4.21) puis Audrey Benayoun) : Kady Kyle
- Noah Gray-Cabey (VF : Kevin Sommier) : Franklin Aloysius Mumford (saisons 3 à 5) / Francesco Monforti (Décompression : Impossible, deuxième partie)
- Andrew McFarlane (VF : Taric Mehani) : Honnête Tony Jeffers (Roger dans Mauvaise Habitude) (saisons 2 à 5)
- Meagan Good (saison 3) puis Brooklyn Sudano (saisons 4-5) (VF : Jessica Barrier) : Vanessa Scott-Kyle
- Andrew et Dylan M. Carson : Michael, Jr., Jr. Kyle (saisons 4-5)

### Acteurs récurrents
- Lester Speight (VF : Jean-Michel Martial) : Calvin Scott (saisons 4-5)
- Ella Joyce (VF : Yasmine Modestine) : Jasmine Scott (saisons 4-5)
- Phil Reeves : Dr William Parks Klieger (saisons 1, 2 et 4)
- Damon Wayans Jr. (VF : Diouc Koma) : John (saisons 2 à 4)
- Liliana Mumy (VF : Catherine Desplaces) : Rachel McNamara (saisons 2 à 4)
- Michael Wayans : Mike (saisons 2 à 4)
- DeRay Davis (VF : Mathieu Buscatto) : R.J (saisons 2 à 4)
- Brian Holtzman : Brian (saisons 2 à 4)
- Todd Lynn : Todd (saisons 2 à 4)
- Lauren Tom (VF : Karine Foviau) : « Miss Tigre et Dragon » (la serveuse au restaurant), Madame Ki et Annie Hoo (saisons 2, 4 et 5)
- Kym Whitley (VF : Maïk Darah) : Wanda (saison 2)
- Larry Miller (VF : Hervé Caradec) : Stuart Tyler (saison 2, épisodes 16, 17, 26)
- Terry Rhoads : Dr. Mason (saison 3, épisodes 13 et 22 ; saison 4, épisode 4)
- Jamia Simone Nash : Aretha Aloysius Mumford (saison 3, épisode 22 ; saison 4, épisode 11)
- Sean Whalen : Larry (saison 4, épisodes 7, 15, 23)
- Peter Kwong : Eddie Hoo (saisons 4 et 5)
- David Alan Grier (VF : Thierry Desroses) : Jimmy (saisons 4-5)
- Katt Williams (VF : Gérard Surugue) : Bobby Shaw (saison 5)

### Invités
- Keenen Ivory Wayans (VF : Christophe Peyroux) : Ken Kyle, frère de Michael (saison 1, épisode 10)
- Gary Coleman (VF : Jackie Berger) : lui-même (saison 2, épisodes 2 et 4)
- Shaquille O'Neal (VF : Jean-Michel Martial) : lui-même (saison 2, épisodes 2 et 4)
- Lou Rawls : lui-même (saison 2, épisode 7)
- Amy Hill (VF : Maïk Darah) : infirmière Lorraine (saison 2, épisodes 7-8)
- Bill Macy : le serveur du Fast Food (saison 2, épisode 15)
- Gabriel Iglesias (VF : Tanguy Goasdoué) : Chef Nabu (saison 2, épisode 17)
- Jonathan Schmock (VF : Fabien Jacquelin) : le manager (saison 2, épisode 17)
- Charles Robinson (VF : Saïd Amadis) : Joe Kyle, père de Michael (saison 2, épisode 19) (chronologiquement saison 1, épisode 12)
- Denise Nicholas (VF : Évelyn Séléna): Ann Kyle, mère de Michael (saison 2, épisode 19)  (chronologiquement saison 1, épisode 12)
- Bill Cobbs : le pasteur (saison 2, épisodes 28-29)
- Bryan McKnight : lui-même (saison 2, épisode 29)
- Nicole Scherzinger (VF : Véronique Soufflet) : Veronica Jones (saison 3, épisodes 1-2)
- Sofía Vergara (VF : Ethel Houbiers) : Selma (saison 3, épisode 4)
- Serena Williams : Mlle Wiggins (saison 3, épisode 7)
- Vivica A. Fox (VF : Géraldine Asselin): Kelly Kyle, sœur de Michael (saison 3, épisode 9)
- Steve Harvey : Steve (saison 3, épisode 11)
- Mos Def (VF : Lucien Jean-Baptiste) : Tommy (saison 3, épisode 12)
- David Anthony Higgins (VF : Bernard Soufflet) : Alexander Burns (saison 3, épisode 26)
- Clarence Clemons : Johnny Jackson (saison 4, épisode 11)
- T'Keyah Crystal Keymáh (VF : Isabelle Ganz) : Agent immobilier (saison 4, épisode 14)
- Lou Ferrigno : le prisonnier musclé (saison 4, épisode 18)
- LeBron James : lui-même (caméo) (saison 4, épisode 19)
- Betty White (VF : Maria Tamar) : June Hopkins (saison 4, épisode 26)
- Patrick Fischler (VF : Fabien Jacquelin) : le réalisateur (saison 4, épisode 27)
- Wayne Newton (VF : Bernard Tiphaine) : lui-même (saison 5, épisode 1)
- Michael Jordan (VF : Thierry Desroses) : lui-même (saison 5, épisode 2)
- Alan Thicke (VF : Jean-François Kopf) : le magicien (saison 5, épisode 2)
- Robert Shapiro (VF : Bruno Dubernat) : lui-même (saison 5, épisode 2)
- Al Sharpton : le révérant (saison 5, épisode 2)
- Susie Castillo : Sharon (saison 5, épisode 4)
- MC Lyte, Flavor Flav, Kool Moe Dee : eux-mêmes (saison 5, épisode 9)
- James Avery : professeur Tillman (saison 5, épisode 13)
- Terry Crews : Daryl Scott (saison 5, épisode 19)
- Version française :
  - Société de doublage : Dubbing Brothers
  - Direction artistique : Maïk Darah et Ninou Fratellini
  - Adaptation des dialogues : Philippe Riggenbach, Sylvie Carter, Ghislaine Gozes et Michel Mella

 Source et légende : version française (VF) sur RS Doublage et DSD Doublage.

## Fiche technique
Sauf indication contraire, les informations mentionnées dans cette section peuvent être confirmées par la base de données cinématographiques IMDb,  présente dans la section « Liens externes ».
- Titre original : My Wife and Kids
- Titre français : Ma famille d'abord
- Création : Don Reo et Damon Wayans
- Direction artistique : Michael Hynes
- Décors : Carlos Barbosa
- Costumes : Michelle Cole, Beatriz Eliza et Dahlia Foroutan
- Photographie : Donald A. Morgan et James W. Roberson
- Montage : Skip Collector, Kenny Tintorri, Marco Zappia et James Wilcox
- Musique : Derrick « Big Tank » Thornton (saisons 1-3), Dwayne Wayans (saisons 4-5)
- Production : Susan Crank, Dionne Kirschner, Craig Wayans, Kim Wayans, Buddy Johnson et Rodney Barnes
  - Production associée : Tracy Carness et Mark Nasser
  - Production exécutive : Don Reo, David Himelfarb, Andy Cadiff et Damon Wayans
  - Coproduction exécutive : Eric L. Gold
- Casting : Eileen Mack Knight, Kevin Scott, Kim Williams et Reuben Cannon
- Sociétés de production : Wayans Bros. Entertainment, Impact Zone Productions et Touchstone Television
- Société de distribution (télévision) : Buena Vista International
- Pays d'origine :  États-Unis
- Langue originale : Anglais
- Genre : Sitcom
- Durée : 20 minutes
- Classification : Adultes (en 2001)[4], tous public (depuis 2005)[5]

## Production
Jazz Raycole (la première Claire) est apparue dans la première saison. Il a publiquement été rapporté que sa mère refusait que Jazz (Claire) joue dans la deuxième saison de Ma famille d'abord, car le scénario prévoyait qu'elle découvre que son amie Charmaine (jouée par Raven-Symoné) était enceinte, mais d'autres rumeurs rapportent que le comportement de la jeune actrice, égocentrique, est la raison de son départ. Elle a alors été remplacée par Jennifer Nicole Freeman. Voyant qu'elle ne ressemblait en aucun cas à l'ancienne Claire, les réalisateurs donnent une explication pour y inclure Jennifer : elle aurait en fait mis ses cheveux en arrière et cela la changerait.
Durant la troisième saison, Noah Gray-Cabey rejoint la série dans le rôle de Franklin, présenté dans la série comme un petit génie qui s'amourache de Kady. Dans la saison 3, Meagan Good est introduite comme la nouvelle petite copine de Junior, Vanessa Scott. Dans la saison 4, la petite amie de Junior est jouée par Brooklyn Sudano. Introduit au cours de la deuxième saison, Claire a une relation avec le religieux Tony, joué par Andrew McFarlane.
La série a accueilli quelques célèbres personnalités comme Shaquille O'Neal, Larry Miller, Brian McKnight, Bill Cobbs, Nicole Scherzinger, Mos Def, David Alan Grier, LeBron James, Betty White, Wayne Newton, Michael Jordan, Terry Crews, Gary Coleman, Katt Williams, MC Lyte, Ginuwine, Moïse Detournel, Sofía Vergara, Taylor Lautner, Jasmine Villegas, Monty Alte, Serena Williams, Tyson Beckford ou encore Miguel A. Núñez, Jr. (L'Enfer du devoir), Vivica A. Fox, Keenen Ivory Wayans, Kim Withley, Clarence Clemons.
En mai 2005, la chaîne ABC décide de ne pas renouveler la série à cause d'une baisse d’audience à partir de la saison 5. Damon Wayans aurait voulu conclure avec une saison 2005–2006, mais la chaîne a refusé cette proposition. La série n'aura donc aucune conclusion.

## Épisodes

### Diffusion internationale
La série est diffusée en 16/9 adapté sur les chaînes américaines et sur iTunes. La série a été diffusée entre le 28 mars 2001 et le 17 mai 2005 sur le réseau ABC aux États-Unis. Elle a aussi été diffusée sur la chaîne ABC Family en septembre 2008. Elle a également commencé à être diffusée sur Nickelodeon dans le bloc de programme Nick at Nite le 30 août 2010, bien que les bêtisiers à la fin de presque tous les épisodes des trois premières saisons et de quelques uns de la quatrième saison soient omis et remplacés par des crédits marginaux. Depuis le 3 octobre 2011 jusqu'à une date inconnue, la série est également diffusée sur la chaîne BET (un réseau jumeau de Nick at Nite par la société mère ViacomCBS) ; contrairement aux diffusions de Nick at Nite, BET diffuse les épisodes de la série dans un format letterboxed. La série a ensuite été diffusée en rediffusion sur Centric le 12 octobre 2011. Fin 2018, la série est diffusée en rediffusion sur Aspire et Fuse.
En France, la série a été diffusée du 29 septembre 2003 au 16 décembre 2005 sur M6. Le groupe M6 diffuse la série en 16/9 depuis janvier 2014. Elle est rediffusée depuis le 30 juin 2009 sur W9 et dès le 16 novembre 2009 jusqu'à une date inconnue sur Téva. Elle est rediffusée le 3 avril 2013 jusqu'à une date inconnue sur 6ter. Depuis le 23 août 2021, elle est rediffusée sur Gulli. Elle est disponible depuis le 7 mai 2021 sur Disney+.
En Suisse, la série a été diffusée à partir du 28 avril 2005 sur TSR 1. Au Canada, elle a été diffusée sur CTV, et au Québec à partir du 27 juin 2010 jusqu'à une date inconnue sur VRAK.TV.
Au Royaume-Uni, elle était diffusée sur VIVA. En Allemagne, la série a été diffusée sous le titre What's Up, Dad? sur la chaîne Kabel eins. En Belgique (Flandre), elle fut diffusée sur la chaîne VT4.
Au Brésil, la série commence à être diffusée sur SBT depuis le 7 novembre 2002 jusqu'à une date inconnue. Ici, parallèlement, la série a été diffusée sur la chaîne Sony et est également apparue sur l'ancienne grille de programmation de Disney Channel en prime time de 2002 à 2005. Elle est actuellement diffusée sur la chaîne payante Comedy Central depuis le 1er mai 2017. Au Portugal, la série a été diffusée sur FOX avec le nom traduit en Patriarca com estilo.
Dans les pays africains, elle a été diffusée sur AL AOULA au Maroc, Nessma en Tunisie, Canal 3 au Bénin, sur ZBC TV au Zimbabwe, et Africable au Mali.

## Personnages

### Personnages principaux

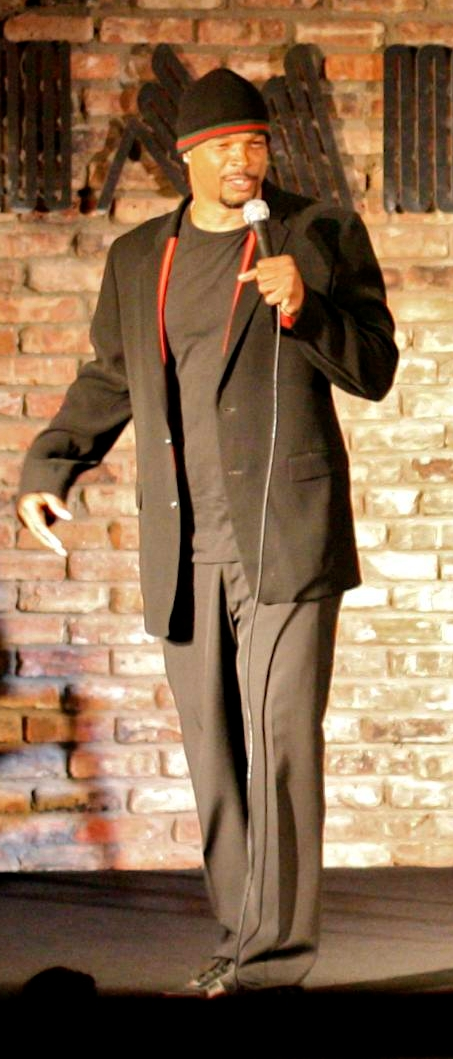
Damon Wayans en 2007.

- Michael Richard Kyle : Le patriarche de la famille, mari de Janet Kyle et père de Junior, Claire et Kady[16]. Ayant un sens très particulier de l'humour, il imite parfois des gens célèbres comme Bill Cosby et Don King. Perfectionniste, il enseigne souvent des leçons précieuses à ses enfants, ce qui ne l'empêche pas de les taquiner au passage. Il est toujours très amoureux de Janet malgré leurs longues années de mariage, même s'il a bien du mal à supporter son obsession pour son poids ou son esprit de compétition. Michael possède une entreprise de transport et de déménagements à son nom, qu'il a fondé pour subvenir aux besoins de sa jeune famille (Michael et Janet ont eu leur fils alors qu'ils avaient tous deux 16 ans). C'est un grand fan de Michael Jordan, et du film Le Parrain[16]. Il aime inventer des punitions plus surprenantes les unes que les autres pour apprendre le sens de la vie à ses enfants, ce qui marche plutôt bien. Il a une sœur du nom de Kelly et un frère du nom de Kenny. À partir de la saison 4, son rôle change drastiquement : du rôle du père modèle un peu loufoque apprenant des leçons à ses enfants à chaque épisode, il passe au rôle du père complètement fou qui est la cause des problèmes dans quasiment chaque épisode et n'a que de rares moments de maturité. Son meilleur ami s'appelle Tommy, qui est devenu handicapé à la suite de la chute d'une échelle. Il est un bon père de famille toujours de bon conseil pour sa femme et ses enfants. Une des blagues récurrentes de Michael est de dire « Euh… non » pour contredire quelqu'un, et ce de diverses manières différentes.
- Janet « Jay » Marie Kyle : Elle est la mère orgueilleuse de la famille, épouse de Michael Kyle et mère de Junior, Claire et Kady[17]. Matriarche de la famille, complexée par ses rondeurs, au fort esprit de compétitivité dû à une enfance difficile, elle est aussi une mère juste et protectrice envers ses enfants, parfois un peu trop, même si elle sait faire preuve de fermeté quand il le faut. Elle est toujours aussi amoureuse de son mari malgré leurs longues années de mariage, même si elle supporte mal ses fréquents moments de folie. Elle exerçait en tant que courtière en bourse mais a été injustement renvoyée. Elle deviendra comptable dans l'entreprise de son mari, ne supportant plus de rester chez elle sans rien faire. Dans la saison 2, Janet change d'apparence, conseillée par sa fille aînée. Dans l'épisode 8 de la cinquième saison (Combat de chefs), elle ouvre son propre restaurant, mais on n'en entendra plus parler dans les autres épisodes. Elle est mise enceinte par Michael à 16 ans, elle ne s’entend pas du tout avec sa belle-sœur Kelly et avec sa belle-mère. Elle tombe à nouveau enceinte à la fin de la série.
- Michael Richard Kyle Jr., dit « Junior » : Il est le seul garçon et premier enfant de Michael et Janet Kyle. Junior est considéré comme l'idiot de la famille ce qui lui vaut souvent, généralement de la part de son père, une claque derrière la tête, afin de souligner sa bêtise. Mais malgré son côté débile, Junior est capable de se montrer intelligent à certains moments, par exemple pour faire le devoir en biologie de Claire et lui obtenir un A, construire une aire de jeux dans le jardin pour Kady, ce que Michael n'arrive pas à faire ou bien réussir son examen d'admission d'entrée à la fac grâce aux cours et au soutien de Franklin. Il est féru de rap. Son pire ennemi est l'algèbre ; pour cause d'avoir un trop grand nombre de « F », son père a dû faire venir une belle professeure pour le motiver, de laquelle il tombera amoureux. Comme toute relation frères-sœurs, il se chamaille parfois avec ses deux sœurs, Claire et Kady, mais est très protecteur envers elles, surtout envers Claire. Bien qu'il n'ait jamais eu de vraies petites amies, il entame une relation sérieuse avec Vanessa avec qui il se mariera à 17 ans[18]. En effet, Junior couche avec elle dans la troisième saison, dans le lit de Janet et Michael. Furieux, Michael l'expulse de la maison malgré les tentatives de Janet pour l'en empêcher. Finalement, Michael permet à Junior de dormir dans le garage. Accablé par le manque d'intimité, il déménagera dans un appartement dans un quartier malfamé, dans l'épisode 14 de la saison 4, Cuisine et indépendance, pour finalement revenir dans le garage à la fin de l'épisode, sous les suppliques de sa mère et de son père (le garage ayant été amélioré par Michael sous un accord avec son fils). Étant enceinte à la fin de la troisième saison, Vanessa accouche dans la quatrième saison, d'un petit garçon nommé Michael Richard Kyle III, dit Junior Junior. Michael relogera finalement Junior dans sa chambre d'origine, avec Vanessa et Junior Junior, après que celui-ci fait rénover le garage pour en faire un espace consacré à son plus grand plaisir dans la saison 5 dans l'épisode 18 Les Dégâts des gars. Junior est un garçon un peu bête mais protecteur et attachant, et il a beaucoup d'humour.
- Claire Marie Kyle : Elle est la 2e des enfants de Michael et Janet Kyle. Durant la première saison, Claire a connu les douleurs de croissance typique d'une préado, comme le fait d'avoir son premier béguin, de vouloir son premier soutien-gorge et de se sentir embarrassée ou irritée par ses parents. Après que Jennifer Nicole Freeman a repris le rôle dans la deuxième saison de la série, Claire grandit rapidement et sa personnalité change sensiblement : elle se comporte d'une manière superficielle et vaniteuse. Dans la même saison, Claire commence à fréquenter Tony Jeffers, avec qui elle reste pour le reste de la série, à l'exception d'une rupture de courte durée dans la troisième saison. Dans la troisième saison, Claire devient, à la demande de Tony, végétarienne, mais ce n'est pas référencé dans les épisodes suivants. Le deuxième prénom de Claire se révèle être Marie (d'après sa mère), dans l'épisode 8 de la saison 1, C'est du chinois !. Claire est très connue pour sa maladresse (elle chute régulièrement et ne ressent la douleur qu'après coup). On apprend dans l'épisode 25 de la saison 4, Réalisateur malgré lui, qu'elle est tombée pour la première fois dans l'escalier à l’âge de 12 ans et demi, et ce genre de chutes fréquentes deviendra une blague récurrente. Claire est souvent présentée comme égocentrique et assez irresponsable, mais elle sait cependant reconnaître ses erreurs et elle est très attachée à sa famille même si elle s'en plaint beaucoup.
- Kady Melissa Jane Spilken Kyle : Elle est la plus jeune des enfants Kyle. Kady est précoce et est communément appelée « la mignonne ». Dans la première saison, il est démontré que Kady est capable de parler plusieurs langues à l'âge de 5 ans et de chanter une chanson en espagnol, en swahili et en anglais. À certains moments, Kady veut être comme Claire et faire toutes sortes de choses, comme vouloir passer du temps avec elle au centre commercial et se maquiller. Bien que Kady soit très mignonne et dépeinte comme gentille et polie, elle peut aussi être très rusée et malicieuse (par exemple, cracher dans la boisson de Junior quand il est impoli ou laisser Claire être accusée à sa place d'avoir volé le vernis à ongles d'un grand magasin). Cependant, elle sait se montrer mâture et reconnaître ses torts. Dans la troisième saison, Kady se raccroche à son statut de bébé de la famille en ayant un comportement enfantin, ce que Michael et Jay lui expliquent dans l'épisode 15 de la saison 3, Panne de Courant, où elle est effectivement plus irritante que mignonne. C'est dans cette même saison qu'elle commencera à fréquenter Franklin, un enfant surdoué. Elle joue beaucoup sur le fait qu'elle est la petite dernière de Michael et Janet par peur voire jalousie de se faire remplacer par Junior Junior, le fils de Junior et Vanessa.

### Personnages secondaires

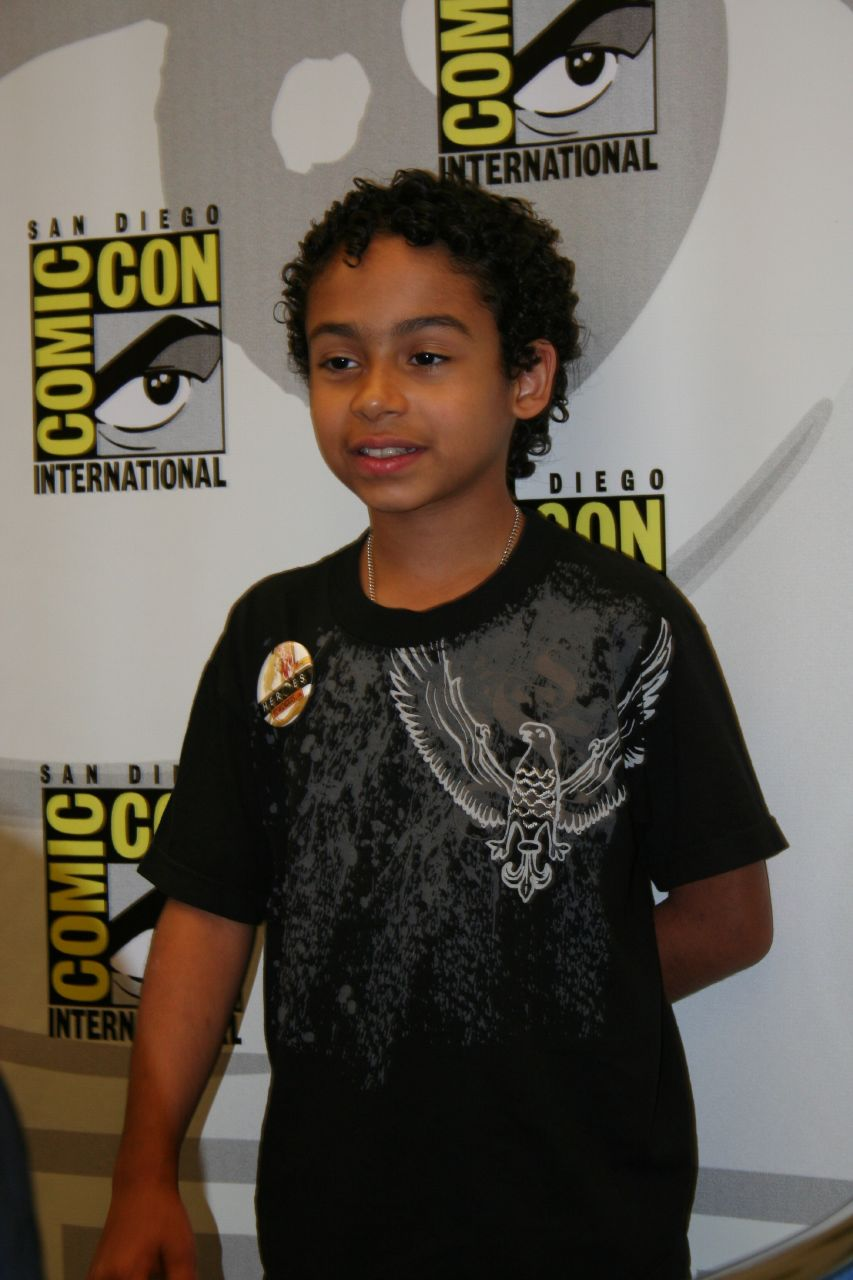
Noah Gray-Cabey en 2006.

- Franklin Aloyisious Mumford : Il est le petit ami de Kady et apparaît pour la première fois dans l'épisode 11 de la saison 3, L'Artiste. Franklin est un enfant prodige, très habile au piano, ce qui étonne généralement les auditeurs la première fois. Il est particulièrement intelligent, si bien qu'il a obtenu son diplôme de l'université Harvard avant l'âge de sept ans. Franklin a des sentiments très forts pour Kady et la voit comme son tout. Il aime Kady avec tout son cœur et dit souvent des propos poétiques à Kady, qui ont souvent conduit Janet à mettre une claque sur l'épaule de Michael afin de lui demander « Pourquoi n'es-tu pas plus comme Franklin ?! ». Un gag récurrent impliquant Franklin est de lui faire proférer des « Enfin bref » d'un ton moqueur lorsque quelqu'un essaye de changer de sujet ou quand il voit qu'il parle avec quelqu'un de moins-que-intelligent. Ce gag a également été utilisé par les autres membres de la famille Kyle (souvent Michael) à l'occasion. Quand il raconte une blague, mais que personne ne rit, il dit que c'est plus drôle en latin. Franklin a une petite sœur, nommée Aretha (Jamia Simone Nash), que Kady n'apprécie pas particulièrement. Lorsqu'il est fier de Kady, Franklin utilise souvent cette réplique "N'est-elle pas grandiose" ?
- Vanessa Scott-Kyle : C'est la petite amie de Junior, qui a fait son entrée dans l'épisode 17 de la saison 3, Quand le Chat n'est pas là..., et que considère Junior comme « la fille la plus géniale au monde » et elle comme « un garçon merveilleux », malgré une désapprobation de Janet qui est persuadé que Vanessa veut simplement profiter de Junior. À la fin de la première partie de l'épisode, Junior et Vanessa décident de faire l'amour pour la première fois dans le lit de Michael et Janet, une décision qui fera expulser Junior de la maison après que Michael et Janet, qui venaient de rentrer à la maison après avoir vu un opéra performance, attrapent les deux adolescents sur le fait. Vanessa explique à Janet qu'elle est vraiment amoureuse de Junior. Plus tard dans la troisième saison, dans l'épisode final Tu seras un homme mon fils, Junior et elle cassent les nouvelles règles de Michael et de Janet en leur apprenant que Vanessa est enceinte, et qu'ils vont devenir parents-adolescents, comme Michael et Jay quand ils avaient 16 ans. Leur enfant, un garçon du nom de Michael Richard Kyle III (ou Junior, Jr.) est né dans l'épisode 30 de la saison 4, Le Bébé. Ils seront logés dans l'ancienne chambre de Junior avec celui-ci tandis que Michael aura rénové tout le garage pour en faire un espace personnel à lui. Dans l'épisode 10 Un mariage presque parfait de la saison 5, elle est devenue la femme de Junior. Vanessa est une jeune femme gentille, intelligente et romantique. Même si elle a aussi un bon sens de l'humour, elle est souvent déconcertée par les idées quelque peu loufoques de Junior ou de sa belle-famille en général, mais comme lui dit Michael : « Vanessa, tu es une Kyle, maintenant, et tu te dois de participer à tous les trucs stupides de la famille. »
- Honnête Tony Jeffers : Il est le petit ami de Claire à partir de la saison 2 dans la majorité de la série. Lors de son apparition initiale dans l'épisode 11 de la deuxième saison, Voisins voyeurs, il est décrit comme n'étant pas très brillant, bien que ses apparitions ultérieures le dépeignent comme un gentil adolescent chrétien. Michael a souvent pensé que Tony n'était pas si bienveillant qu'il le laisse paraître et qu'il essayait de forcer Claire à avoir des relations sexuelles avec lui, mais ce ne fut finalement pas le cas. Tony est une personne pleine de pureté, fervent chrétien et qui sauve même des orphelinats, mais il lui arrivera d'agir à l'encontre de ses principes, soit car il se laisse convaincre par Claire soit par accident (Notamment dans l'épisode Les fauves sont lâchés où il boira accidentellement de l'alcool et ira courir nu dans la rue). Dans l'épisode 20 de la troisième saison, Tribunal de famille, il est révélé que son vrai prénom est Honnête et que Tony n'est en fait que son second prénom. L'interprète de Tony, Andrew McFarlane, a joué un autre rôle lié au personnage de Claire (lorsque l’interprète de Claire était Jazz Raycole), un garçon du nom de Roger, dans la saison 1 dans l'épisode Breaking Up et Breaking It.
- Calvin et Jasmine Scott : Les parents de Vanessa apparaissent pour la première fois dans l'épisode La Phalange du singe, où ils viennent rencontrer les Kyle peu après avoir appris la grossesse de leur fille. Sous prétexte que Junior a mis Vanessa enceinte, ils tenteront d'arnaquer Michael et Janet autant que possible, jusqu'à ce que Michael menace d'appeler la police s'ils n'arrêtent pas. À la suite de cet épisode, les grands-parents parviendront peu à peu à dissiper leur mésentente, et les Scott seront totalement considérés comme membres de la famille. Calvin est un colosse à l'appétit d'ogre qui détruit tout sur son passage, volontairement ou non. Ses propos souvent violents ont tendance à terroriser son entourage, en particulier Michael. Mais derrière ce tas de muscles se cache aussi un homme sensible au comportement enfantin. Calvin ne travaille pas et ne vit que des pensions d'invalidité. Même s'il ne s'entendait pas très bien avec Michael au début, il saura lui être très utile, notamment en l'aidant à vendre des chocolats ou en coulant le restaurant des Hoo en vidant le garde-manger. Il est très attaché à sa fille Vanessa et se révèle être un bon grand-père pour Junior Junior. Jasmine se fait remarquer dès sa première apparition par son caractère intéressé, évaluant le prix des objets dans la maison des Kyle. Cependant, au fur et à mesure que les Scott apprendront à connaître les Kyle, elle se révélera être une femme assez appréciable et drôle. Elle a des goûts étranges que personne ne semble comprendre. Elle est très amoureuse de son mari qu'elle surnomme « Cal-Cal » et peut se montrer aussi brutale que lui, si ce n'est plus.

## DVD
Aux États-Unis, la commercialisation de Ma famille d'abord en DVD a débuté à partir du 24 février 2009 avec la première saison, puis le 11 mai 2010 avec la deuxième saison. En France, aucune sortie en DVD n'est parue.

## Accueil

### Critiques
La série est notée 67 % sur le site Rotten Tomatoes. Le personnage de Michael Kyle a été nommé 27e plus populaire à la télévision par le magazine américain TV Guide dans sa liste des 50 Greatest TV Dads of All Time (« 50 meilleurs pères de tous les temps »)

### Audiences
| Saison | Années    | Classement | Téléspectateurs (en millions) |
| 1      | 2001      | #43        | 8                             |
| 2      | 2001–2002 | #41        | 11                            |
| 3      | 2002–2003 | #42        | 11,3                          |
| 4      | 2003–2004 | #60        | 10                            |
| 5      | 2004–2005 | #79        | 7,2                           |

### Récompenses et nominations
| Association                            | Année | Catégorie | Nomination | Résultat   | Réf.   |
| -------------------------------------- | ----- | --- | --- | ---------- | ------ |
| ASCAP Film and Television Music Awards | 2003  | Top série télévisée                                                                                                 | Derryck Big Tank Thorton | Lauréat    | [ 28 ] |
| BET Comedy Awards                      | 2004  | Outstanding Comedy Series                                                                                           | Ma famille d'abord | Nomination | [ 28 ] |
| BET Comedy Awards                      | 2004  | Meilleure réalisation d'une série télévisée                                                                         | Guy Distad, Peter Filsinger, George Gore II, Eric Laneuville, Dean Lorey, Ron Moseley, James Valleley, Craig Wayans, Damien Wayans, Kim Wayans                                                                     | Nomination | [ 28 ] |
| BET Comedy Awards                      | 2004  | Meilleur scénario d'une série télévisée                                                                             | Rodney Barnes, Aeysha Carr, Kevin Knotts, Dean Lorey, Shane Miller, Kerry Parker, Valencia Parker, Don Reo, Kevin Rooney, James Vallely, Craig Wayans, Damien Wayans, Damon Wayans, Jr., Elvira Wayans, Kim Wayans | Nomination | [ 28 ] |
| BET Comedy Awards                      | 2004  | Meilleur acteur principal d'une série télévisée                                                                     | Damon Wayans | Lauréat    | [ 28 ] |
| BET Comedy Awards                      | 2004  | Meilleure actrice principale d'une série télévisée                                                                  | Trisha Campbell-Martin | Lauréat    | [ 28 ] |
| BET Comedy Awards                      | 2004  | Meilleur rôle secondaire d'une série télévisée                                                                      | George Gore II | Nomination | [ 28 ] |
| BET Comedy Awards                      | 2005  | Série comique préférée                                                                                              | Ma famille d'abord | Nomination | [ 28 ] |
| BET Comedy Awards                      | 2005  | Réalisation préférée d'une série comique                                                                            | Tisha Campbell-Martin, Mattie Carruthers, Guy Distad, Peter Filsinger, Randy Fletcher, Vito Giambalvo, George Gore II, Dean Lorey, Ron Moseley, Craig Wayans, Damien Wayans, Kim Wayans, James Wilcox              | Nomination | [ 28 ] |
| BET Comedy Awards                      | 2005  | Scénario préféré d'une série comique                                                                                | Rodney Barnes, Aeysha Carr, Lisa D. Hall, Kevin Knotts, Dean Lorey, Don Reo, Kevin Rooney, Kerry Parker, Valencia Parker, Craig Wayans, Damien Wayans, Elvira Wayans, Kim Wayans, Ron Zimmerman                    | Nomination | [ 28 ] |
| BET Comedy Awards                      | 2005  | Acteur principal préféré d'une série comique                                                                        | Damon Wayans | Nomination | [ 28 ] |
| BET Comedy Awards                      | 2005  | Actrice principale préférée d'une série comique                                                                     | Trisha Campbell-Martin | Nomination | [ 28 ] |
| Environmental Media Awards             | 2004  | Primetime Television pour l'épisode He's Having a Baby                                                              | Damien Wayans (réalisation), Aeysha Carr (scénario) | Lauréat    | [ 28 ] |
| Family Television Award                | 2002  | Comédie | Ma famille d'abord | Lauréat    | [ 28 ] |
| Image Awards (NAACP)                   | 2002  | Série comique préférée                                                                                              | Ma famille d'abord | Nomination | [ 28 ] |
| Image Awards (NAACP)                   | 2002  | Acteur préféré d'une série comique                                                                                  | Damon Wayans | Nomination | [ 28 ] |
| Image Awards (NAACP)                   | 2002  | Actrice principale préférée d'une série comique                                                                     | Trisha Campbell-Martin | Nomination | [ 28 ] |
| Image Awards (NAACP)                   | 2003  | Série comique préférée                                                                                              | Ma famille d'abord | Nomination | [ 28 ] |
| Image Awards (NAACP)                   | 2003  | Acteur principal préféré d'une série comique                                                                        | Damon Wayans | Nomination | [ 28 ] |
| Image Awards (NAACP)                   | 2003  | Actrice principale préférée d'une série comique                                                                     | Trisha Campbell-Martin | Lauréat    | [ 28 ] |
| Image Awards (NAACP)                   | 2004  | Série comique préférée                                                                                              | Ma famille d'abord | Nomination | [ 28 ] |
| Image Awards (NAACP)                   | 2004  | Acteur principal préféré d'une série comique                                                                        | Damon Wayans | Nomination | [ 28 ] |
| Image Awards (NAACP)                   | 2004  | Actrice principale préférée d'une série comique                                                                     | Trisha Campbell-Martin | Nomination | [ 28 ] |
| Image Awards (NAACP)                   | 2004  | Acteur secondaire préféré d'une série comique                                                                       | George Gore II | Nomination | [ 28 ] |
| Image Awards (NAACP)                   | 2005  | Série comique préférée                                                                                              | Ma famille d'abord | Nomination | [ 28 ] |
| Image Awards (NAACP)                   | 2005  | Acteur principal préféré d'une série comique                                                                        | Damon Wayans | Nomination | [ 28 ] |
| Image Awards (NAACP)                   | 2005  | Actrice principale préférée d'une série comique                                                                     | Trisha Campbell-Martin | Nomination | [ 28 ] |
| Image Awards (NAACP)                   | 2006  | Réalisation préférée d'une série comique                                                                            | Mattie Caruthers | Nomination | [ 28 ] |
| Image Awards (NAACP)                   | 2006  | Réalisation préférée d'une série comique                                                                            | James Wilcox | Nomination | [ 28 ] |
| Logie Awards                           | 2004  | Série comique préférée outre-mer                                                                                    | Ma famille d'abord | Nomination | [ 28 ] |
| People's Choice Awards                 | 2002  | Favorite New Television Comedy Series                                                                               | Ma famille d'abord | Lauréat    | [ 28 ] |
| People's Choice Awards                 | 2002  | Performance masculine dans une nouvelle série télévisée                                                             | Damon Wayans | Lauréat    | [ 28 ] |
| Prism Awards                           | 2002  | TV Comedy Series Episode pour l'épisode Grassy Knolls                                                               | Ted Wass (réalisation), Adam Hamburger (scénario) | Lauréat    | [ 28 ] |
| Satellite Awards                       | 2003  | Meilleur acteur d'une série, d'un film, ou d'une pièce de théâtre                                                   | Damon Wayans | Nomination | [ 28 ] |
| Satellite Awards                       | 2005  | Meilleur acteur d'une série, d'un film, ou d'une pièce de théâtre                                                   | Damon Wayans | Nomination | [ 28 ] |
| Teen Choice Awards                     | 2001  | Choice TV Series: Comédie                                                                                           | Ma famille d'abord | Nomination | [ 28 ] |
| Teen Choice Awards                     | 2004  | Choice TV Actress: Comédie                                                                                          | Jennifer Freeman | Nomination | [ 28 ] |
| Young Artist Awards                    | 2002  | Meilleure performance d'une série télévisée (comique ou dramatique) — jeune actrice âgée de 10 ans ou moins         | Parker McKenna Posey | Nomination | [ 28 ] |
| Young Artist Awards                    | 2003  | Meilleure série télévisée familale (comique ou dramatique)                                                          | Ma famille d'abord | Nomination | [ 28 ] |
| Young Artist Awards                    | 2003  | Meilleure performance d'une série télévisée (comique ou dramatique) — jeune actrice invitée âgée de 10 ans ou moins | Jessica Sara | Lauréat    | [ 28 ] |
| Young Artist Awards                    | 2003  | Meilleure performance d'une série télévisée (comique ou dramatique) — jeune actrice invitée âgée de 10 ans ou moins | Liliana Mumy | Nomination | [ 28 ] |
| Young Artist Awards                    | 2003  | Meilleure performance dans une série télévisée comique — jeune actrice invitée                                      | Marina Malota Darling | Nomination | [ 28 ] |
| Young Artist Awards                    | 2003  | Meilleure performance d'une série télévisée (comique ou dramatique)                                                 | Parker McKenna Posey Jennifer Freeman George Gore II | Nomination | [ 28 ] |
| Young Artist Awards                    | 2004  | Meilleure performance d'une série télévisée (comique ou dramatique) — jeune acteur âgé de 10 ans ou moins           | Noah Gray-Cabey | Nomination | [ 28 ] |
| Young Artist Awards                    | 2005  | Meilleure performance d'une série télévisée (comique ou dramatique) — jeune acteur âgé de 10 ans ou moins           | Noah Gray-Cabey | Nomination | [ 28 ] |
| Young Artist Awards                    | 2006  | Meilleure performance d'une série télévisée (comique ou dramatique) — jeune acteur âgé de 10 ans ou moins           | Noah Gray-Cabey | Lauréat    | [ 28 ] |
| Young Artist Awards                    | 2006  | Meilleure performance d'une série télévisée (comique ou dramatique) — jeune actrice âgée de 10 ans ou moins         | Jazz Raycole | Nomination | [ 28 ] |